# Fiona Leggate

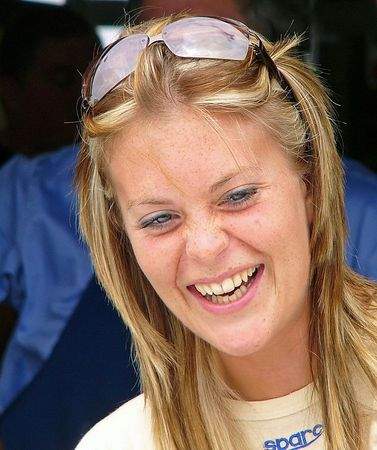
Fiona Leggate

Fiona Leggate (* 28. Mai 1980 in Lincolnshire, England) ist eine britische Rennfahrerin in der höchsten Tourenwagen-Rennserie des Landes.
Schon ihr Vater, Malcolm Leggate, war im Motorsport aktiv. Ihre eigenen Versuche im Motorsport begannen mit Gwyndaf Evans bei Rallyes. 2004 fuhr Fiona Leggate Britcar und MG X-power trophy, daneben auch mehrere andere Rennserien. 2004 stellte sie einen Rekord für die meisten an einem Tag gefahrenen Rennen auf. Seit 2005  fährt sie in der britischen Tourenwagen-Meisterschaft unter der Bewerbung von Kartworld Racing. Sie  wohnt in Boston (Lincolnshire).
Aus dem Namen Leggate entstand, durch einen Schreibfehler eines französischen Beamten, auch der Name Legatte.